# Walter Lourenção
Walter Lourenção (Jundiaí, 17 de novembro de 1929) é um maestro brasileiro.

## Biografia
Descendente de italianos e portugueses, Walter mudou-se para São Paulo com os pais em 1938. Começou a estudar Música (piano) em 1940, além de fazer cursos extensivos na Cultura Inglesa e na Aliança Francesa, complementando seus estudos anteriores de latim, espanhol e alemão.
Em 1967 concluiu o curso de Filosofia pela FFLCH, da Universidade de São Paulo, e logo começou a lecionar a matéria em vários colégios da capital, incluindo o Dante Alighieri.
Em 1962, criou o Grupo Coral do ICIB, que dirigiu durante 10 anos.
Em 1964, tornou-se maestro interino do Teatro Municipal de São Paulo, ajudando a preparar temporadas líricas com os maestros Edoardo de Guarnieri (que lhe ensinou regência) e Armando Belardi.
Durante 27 anos regeu concertos com a Orquestra Sinfônica Municipal de São Paulo e a Orquestra Sinfônica do Estado de São Paulo, além de orquestras do Rio de Janeiro. Foi o criador da orquestra de câmara do Museu de Arte de São Paulo (MASP), e regeu ainda o Madrigal Musicaviva, de São José dos Campos, e o coral juvenil do Liceu Pasteur, de São Paulo.
Em 1972, viajou pela Europa com integrantes do coral da Casa de Dante, do ICIB, e do Madrigal Musicaviva, executando músicas brasileiras, do barroco ao moderno. A turnê incluiu o Vaticano, onde se apresentaram ao papa Paulo VI.
Em 1973, transferiu o coral do ICIB para o MASP, então dirigido por Pietro Maria Bardi. No decênio seguinte, realizaram mais de 300 concertos. Lourenção dirigiu ainda, nesse período, o Departamento de Música do MASP, deu cursos de história da música e organizou concertos diários de artistas de todo o mundo.
Em 1975, passa a fazer parte do elenco da TV Cultura de São Paulo, onde apresentou e dirigiu programas de música e de ópera por 11 anos, até se transferir, em 1986, para a Radio Cultura de São Paulo, onde apresentou vários programas sobre música clássica e lírica até sua aposentadoria, em 2021.
Foi agraciado com o prêmio “Presença da Itália” do governo italiano. Atualmente apresenta as transmissões de óperas do Metropolitan Opera, de Nova York, na temporada que vai de dezembro a abril, e é colunista do suplemento literário do jornal O Estado de S.Paulo.